# Teater Scenario
Teater Scenario var en fri teatergrupp i Stockholm, verksam 1997–2009. Teatern arbetade främst med nyskrivna pjäser. Sedan 2003 var Daniela Kullman konstnärlig ledare men denne avgick juni 2008 och efterträddes av Gertrud Larsson. Det sista konstnärliga rådet bestod av Gertrud Larsson, Daniela Kullman, Farnaz Arbabi och Malin Axelsson.

## Historik
Teater Scenario bildades 1997, och dess första produktion var en modern tolkning av Antigone, som efterföljdes av grekiska klassiker och verk av Harold Pinter. Förutom teater som i den första lokalen vid Hornstull, fanns utställningar, musik och nollbudgetfilm.
Efter en tid flyttade Scenario till Assessorsgatan och där sattes  Den där flickvännen av Daniela Kullman upp. Teater Scenario växte ur Assessorsgatan och flyttade till Odengatan, där linjen med aktuellt och nyskrivet drevs vidare. Bland annat satte teatern upp Mitt liv som tjock (av och med Lotti Törnros) och Afghanistan av Daniela Kullman.
I januari 2006 spelade Teater Scenario på Hantverkargatan 78 i en med Teater Replica delad lokal. I september 2006 startade teatern Musik Scenario och under hösten 2007 började säsongen med Film Scenario. Under hösten 2008 genomförde Teater Scenario drygt 30 konserter med bland annat Juvelen, Trummor och Orgel, Gösta Berlings Saga, 21st Century Noise, Uran, Anna Maria Espinosa, Jonathan Johansson och Assid. Under våren 2009 satte teatern upp Asylshopping av Gertrud Larsson.
Teater Scenario gick i konkurs i augusti 2009, varvid för låga intäkter och utebliven så kallad kulturbonus från Stockholms stad angavs som huvudorsaker.